# Nearctisch gebied

Het Nearctisch gebied

Het Nearctische gebied is in de biogeografie de ecozone die het grootste deel van Noord-Amerika omvat: Canada, de Verenigde Staten en noordelijk Mexico. Het zuiden van Florida wordt vaak tot het Neotropisch gebied gerekend. Het Nearctisch gebied en Palearctisch gebied vormen samen het Holarctisch gebied.
Het begrip wordt in de biologie gebruikt om het verspreidingsgebied van diersoorten te specificeren. Andere belangrijke biologische arealen zijn het Palearctisch gebied, het Neotropisch gebied, het Afrotropisch gebied, en het Australaziatisch gebied.